# Wiener Sozialdienste
Die Wiener Sozialdienste sind ein gemeinnütziger Verein, der unter dem Motto „gemeinsam für Menschen“ im Auftrag der Stadt Wien  soziale Dienste durchführt. 

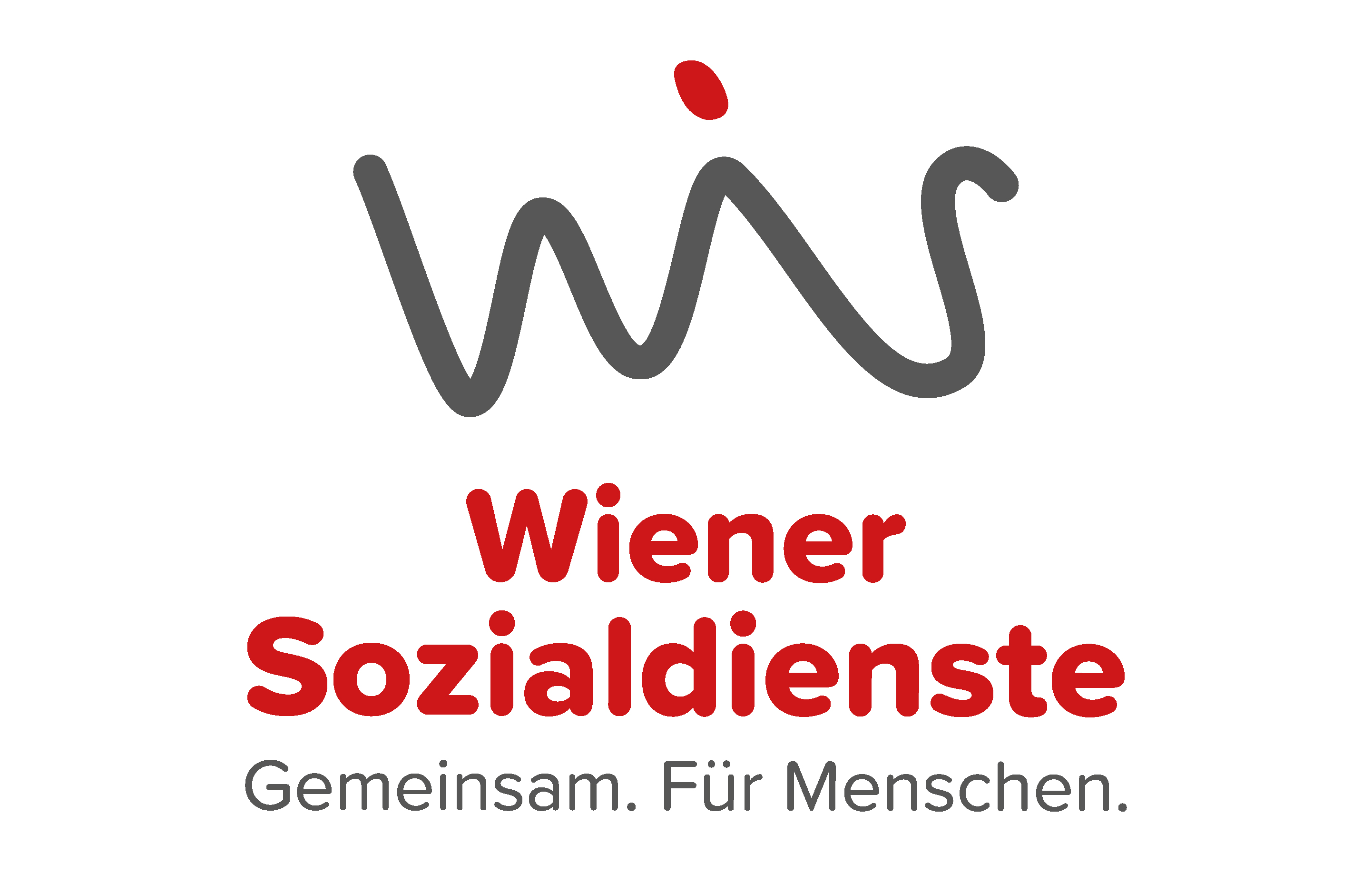
Logo der Wiener Sozialdienste

## Geschichte
Die Wiener Sozialdienste wurden 1946 als Verein „Wiener Hauskrankenpflege“ von Beamten der Stadt Wien, Diplomschwestern und Fürsorgerinnen des Sozialamtes gegründet. In den ersten Jahren nach dem Ende des Zweiten Weltkrieges übernahm der Verein pflegerische Aufgaben und organisierte für sozial schlecht gestellte, bedürftige und alte Menschen aus der Bevölkerung Nahrung, Kleidung, Heizmaterial, Waschmittel und weitere notwendige Gegenstände des täglichen Gebrauchs. 
In den 1950er Jahren wurden erstmals Heimhelferinnen, damals noch ohne Ausbildung, im Verein aufgenommen. Ende der 1960er Jahre erfolgte vor allem durch die Unterstützung des Stadtrats Alois Stacher ein Ausbau von sozialen Diensten. Stacher blieb dem Verein als Vereinspräsident eng verbunden. 
1972 kam es zur Umbenennung von „Wiener Hauskrankenpflege“ in „Wiener Sozialdienste“. In den Aufgabenbereich des Vereins wurden die Dienstleistungen Reinigungsdienst und Besuchsdienst aufgenommen. In den darauffolgenden Jahren wurde das Angebot sukzessive im Bereich der Behindertenbetreuung, Heimhilfe und Hauskrankenpflege sowie der mobilen Ergotherapie ausgebaut. 

## Struktur

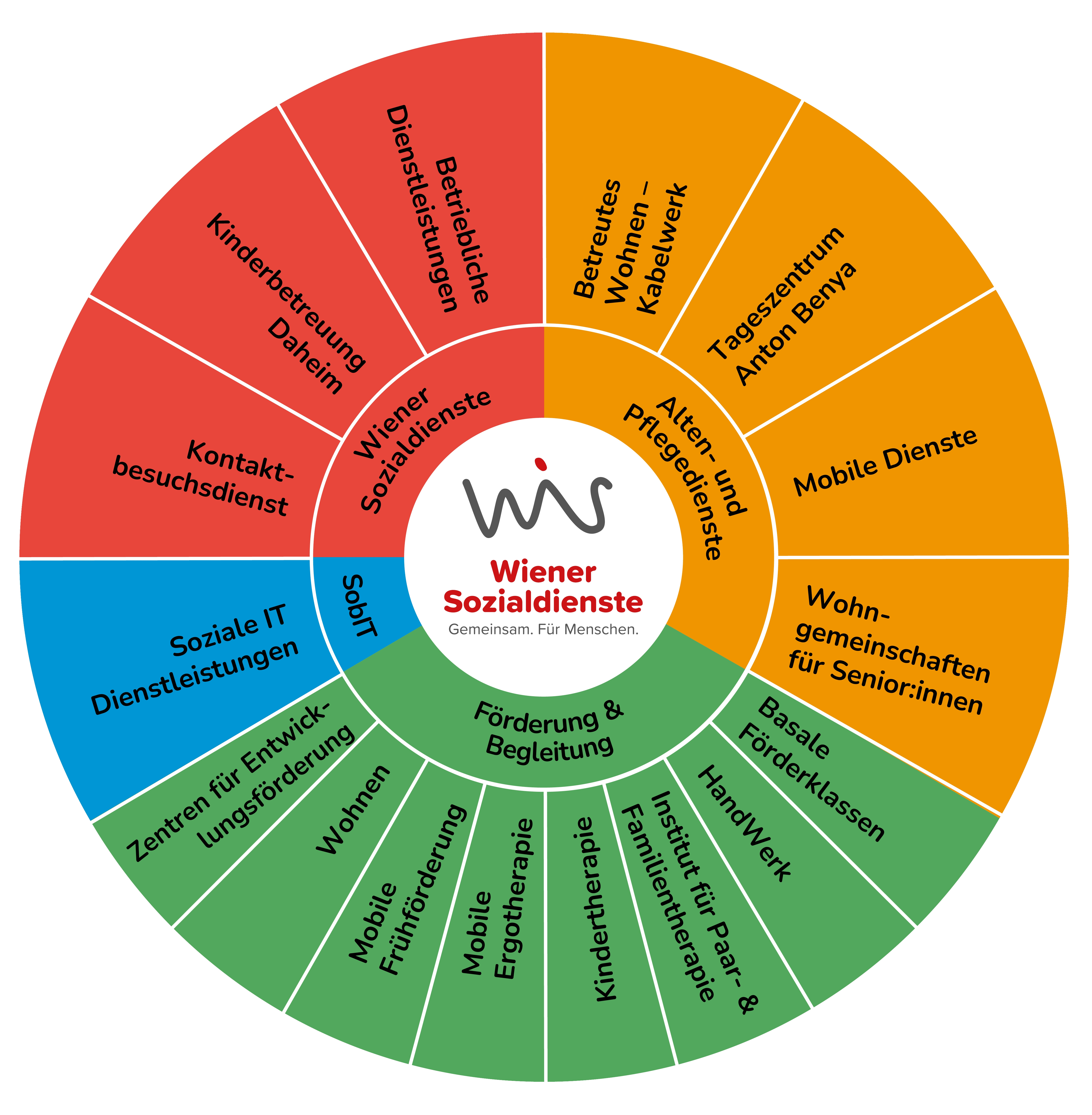
Wiener Sozialdienste

Im November 2002 haben die Wiener Sozialdienste drei gemeinnützige Gesellschaften gegründet: Wiener Sozialdienste Alten- und Pflegedienste GmbH, Wiener Sozialdienste Förderung & Begleitung GmbH und den sozialökonomischen Betrieb Wiener Sozialdienste Team Idee-SÖB GmbH. Die Wiener Sozialdienste Team Idee-SÖB GmbH wurde mit 31. März 2011 eingestellt. 
Dienstleistungen, wie z. B. die barrierefreie Wohnungsadaptierung und Maler- und Anstreicherarbeiten wurden im Rahmen des Projektes team handwerK in den Verein Wiener Sozialdienste übernommen.
Mit 1. Juli 2012 wurde die SobIT GmbH gegründet, die sämtliche IT-Dienstleistungen für die Wiener Sozialdienste und alle verbundenen Unternehmen bereitstellt.
Im Jahr 2013 wurden im Auftrag der Stadt Wien von der Wiener Sozialdienste Förderung & Begleitung GmbH zwei neue Zentren für Entwicklungsförderung im 11. und 20. Bezirk eröffnet. Ein weiteres hat mit Mai 2014 im 22. Bezirk den Betrieb aufgenommen. 
Die Bereiche Mobile Ergotherapie und das Institut für Paar- und Familientherapie gingen ab 1. Jänner 2017 durch einen Teilbetriebsübergang im Unternehmensverbund in die Wiener Sozialdienste Förderung & Begleitung GmbH über. Mit 1. Juli 2017 ist die Verschmelzung durch die Aufnahme von Sozial Global AG mit der Wiener Sozialdienste Alten- und Pflegedienste GmbH vollzogen. Ab diesem Zeitpunkt ist der neue gemeinsame Standort in der Ernst-Melchior-Gasse 22, 1020 Wien.

## Dienstleistungen

### Verein
Innerhalb des Vereins werden sämtliche betriebliche Dienstleistungen abgewickelt. Mobile KinderbetreuerInnen unterstützen Eltern und Alleinerziehende bei der Betreuung akut kranker Kinder, wenn sie diese berufs- oder ausbildungsbedingt nicht selbst übernehmen können. Senioren werden auf Wunsch im Rahmen des Kontaktbesuchsdienstes zu Hause im privaten Gespräch über Angebote und Möglichkeiten der Stadt Wien für ältere Menschen informiert und beraten. Das sozialökonomische Projekt team handwerK ermöglicht Menschen, die lange Zeit ohne Beschäftigung waren, mittels befristeter Dienstverträge einen Wiedereinstieg in den regulären Arbeitsmarkt. Diese verrichten während ihrer Anstellung barrierefreie Wohnungsadaptierungen, Reparatur-, Holz- sowie Malerarbeiten.
Insgesamt besteht der Verein Wiener Sozialdienste aus den folgenden drei Tochtergesellschaften: Wiener Sozialdienste Alten- und Pflegedienste GmbH, Wiener Sozialdienste Förderung & Begleitung GmbH und SobIT GmbH. Die Wiener Sozialdienste und ihre Tochtergesellschaften beschäftigen rund 1.700 Mitarbeiterinnen und Mitarbeiter.

### Förderung & Begleitung GmbH
Die Wiener Sozialdienste Förderung & Begleitung GmbH ist Spezialistin für Betreuung, Integration sowie Förderung behinderter Kinder, Jugendlicher und Erwachsener. Das Leistungsangebot enthält folgende Schwerpunkte: Die insgesamt vier Zentren für Entwicklungsförderung (ZEF) bieten Beratung und Betreuung für Kinder mit Auffälligkeiten in der Entwicklung und deren Eltern. Die Mobile Frühförderung und Familienbegleitung richtet sich an entwicklungsverzögerte und behinderte Kinder im häuslichen Umfeld. Die Basalen Förderklassen stehen seit ihrer Gründung im Schuljahr 1992/93 als eine Schulform für mehrfach behinderte, pflegeabhängige Kinder und Jugendliche, die nach einem ganzheitlichen und bedürfnisorientierten Konzept innerhalb des Regelschulsystems gefördert werden. Innerhalb des vollbetreuten oder teilbetreuten Wohnens werden Menschen mit unterschiedlichen Behinderungen und/oder psychischen Erkrankungen betreut und in ihrer Selbstbestimmtheit gestärkt. Die Tagesstruktur handwerK für erwachsene Menschen mit Behinderung und/oder psychischen Erkrankungen schafft mit kreativen handwerklichen Tätigkeiten Entfaltungsraum und Struktur im Alltag. Die Kindertherapie ist ein Angebot zur ganzheitlichen und integrativen Versorgung von therapiebedürftigen Kindern am Bildungscampus Seestadt. Es umfasst Physiotherapie, Ergotherapie sowie Logopädie. Die Basalen Förderklassen sind eine Schulform für mehrfach behinderte, pflegeabhängige Kinder und Jugendliche im Regelschulsystem. Um ein individuelles Lernen zu ermöglichen, werden vier bis fünf Schülerinnen und Schüler nach einem ganzheitlichen, bedürfnisorientierten Konzept unterrichtet. Die Mobile Ergotherapie bietet vor allem Therapie zu Hause, Beratung bei der Wohnungsadaptierung und Hilfsmittelberatung. Das Institut für Paar- und Familientherapie ermöglicht ein breites Angebot für Familien, Alleinerziehende, Paare und Einzelpersonen.    

### Alten- und Pflegedienste GmbH
Die Wiener Sozialdienste Alten- und Pflegedienste GmbH ist mit 1.200 Mitarbeitern im Feld der privaten Wohlfahrtsorganisationen in Wien größte Anbieterin in ihrer Sparte und betreut ca. 4.300 Klienten. Es werden Dienstleistungen in drei großen Bereichen angeboten. Die Betreuten Seniorenwohngemeinschaften für ältere Menschen, die aus gesundheitlichen oder sozialen Gründen nicht mehr alleine wohnen möchten, bestehen aus 33 Wohngemeinschaften, in denen sich die Bewohner neben der Unterstützung durch mobile Dienste hauptsächlich gegenseitig unterstützen und damit Autonomie erhalten. Im Geriatrischen Tageszentrum Anton Benya können Senioren, die zu Hause wohnen, ihren Tag in Gesellschaft verbringen. Die Mobilen Dienste reichen von Heimhilfe über Hauskrankenpflege bis zum Besuchsdienst.

### SobIT GmbH
Die SobIT GmbH bietet IT-Dienstleistungen im Gesundheits- und Sozialbereich an.

## Finanzierung
Die Wiener Sozialdienste finanzieren sich aus Budgetmitteln der Stadt Wien, des Fonds Soziales Wien und MAG ELF, sowie der Wiener Gebietskrankenkasse.